# Attilio Colacevich
Attilio Colacevich (Fiume, 25 luglio 1906 – Napoli, 24 agosto 1953) è stato un astronomo e matematico italiano.

## Biografia
Conseguì il dottorato in Fisica nel 1929 presso l'Università di Firenze e nel 1933 Giorgio Abetti lo assunse come assistente all'Osservatorio di Arcetri. Nel 1934 ottenne una borsa di studio dalla Rockefeller Foundation presso l'Osservatorio Lick eseguendo ricerche sulle binarie spettroscopiche. Nel giugno 1948 fu nominato direttore dell'allora Osservatorio Astronomico Collurania a Teramo, oggi divenuto Osservatorio Astronomico d'Abruzzo e, pochi mesi dopo, direttore dell'Osservatorio Astronomico di Capodimonte a Napoli. Nel 1949 ritornò negli Stati Uniti, prima al Warner and Swasey Observatory di Cleveland facendo osservazioni con Jason Nassau al telescopio Burrell-Schmidt di 61 cm di apertura per gli studi sulla classificazione spettroscopica delle stelle rosse, poi fu a Chicago all'Osservatorio Yerkes e infine soggiornò per un mese in Texas all'Osservatorio McDonald. Qui collaborò con Otto Struve che lo definì uno dei più attivi astronomi europei. Osservò con il telescopio Otto-struve di 2.1 m, al tempo il secondo telescopio più grande esistente dopo il telescopio Hooker dell'Osservatorio di Monte Wilson, e insieme a Gerard Kuiper e William P. Bidelman ottenne gli spettrogrammi del sistema a eclisse con atmosfera estesa 32 Cygni. Durante l'eclissi solare del 25 febbraio 1952, osservata in Sudan, ottenne per la prima volta lo spettro diurno del cielo.
È stato membro dell'Accademia Nazionale dei Lincei, dell'International Astronomical Union e dell'Accademia delle Scienze di Napoli.

## Riconoscimenti
Nel 1955 l'Accademia dei Lincei gli conferì alla memoria il Premio Nazionale del Presidente della Repubblica per l'Astronomia, Geodesia e Geofisica.